# Le Chant du Départ

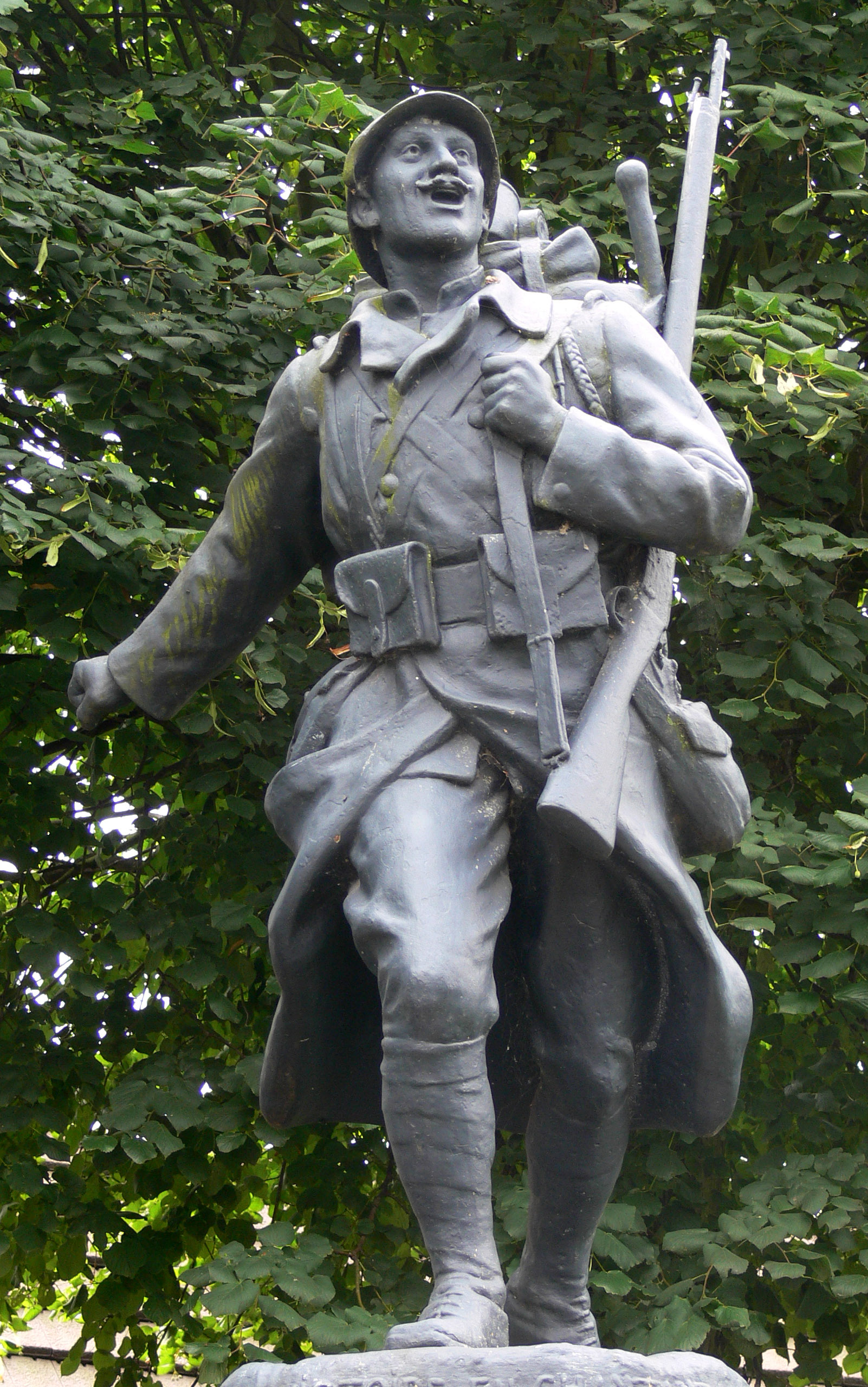
„La Victoire en chantant“: Denkmal des Ersten Weltkriegs in Phalempin, Nordfrankreich

Le Chant du Départ (deutsch: „Das Lied des Aufbruchs“) ist ein Revolutions- und Kriegslied, das 1794 von Étienne-Nicolas Méhul und Marie-Joseph Chénier verfasst wurde. Seinen ursprünglichen Titel „Hymne de la liberté“ änderte Robespierre in den heutigen Titel.
Das Lied war von 1804 bis 1815 die Nationalhymne Frankreichs. Sie löste unter der Herrschaft von Napoléon Bonaparte die Marseillaise ab, die erst nach der Julirevolution von 1830 wieder Hymne wurde.
Valéry Giscard d’Estaing pflegte als Präsident den Chant du Départ bei offiziellen Anlässen regelmäßig zusammen mit der Marseillaise spielen zu lassen.
Das Lied hat die Eigenart, dass vorgesehen ist, dass verschiedene Gruppen (Krieger, Alte, Mütter …) es vortragen. Nur der Refrain ist für alle Gruppen wortgleich.

## Text
| Un député du Peuple | Ein Abgeordneter |
| La victoire en chantant Nous ouvre la barrière. La Liberté guide nos pas. Et du Nord au Midi La trompette guerrière A sonné l'heure des combats. Tremblez ennemis de la France Rois ivres de sang et d'orgueil. Le Peuple souverain s'avance, Tyrans descendez au cercueil. La République nous appelle Sachons vaincre ou sachons périr Un Français doit vivre pour elle Pour elle un Français doit mourir. | Singend öffnet der Sieg uns das Tor. Die Freiheit lenkt unsere Schritte. Und von Nord nach Süd Hat die Kriegstrompete Das Signal zum Kampfe geschmettert. Zittert, ihr Feinde Frankreichs, Ihr Könige trunken von Blut und Hochmut. Das souveräne Volk schreitet voran Ihr Tyrannen, sinkt in den Sarg. Uns ruft die Republik Lasst uns siegen oder untergehen. Ein Franzose muss für sie leben, Für sie muss ein Franzose sterben. |
| Refrain - Chœur des Guerriers | Refrain - Chor der Krieger |
| La République nous appelle Sachons vaincre ou sachons périr Un Français doit vivre pour elle Pour elle un Français doit mourir. | Uns ruft die Republik Lasst uns siegen oder untergehen. Ein Franzose muss für sie leben, Für sie muss ein Franzose sterben. |
| Une mère de famille | Die Mutter einer Familie |
| De nos yeux maternels ne craignez pas les larmes : Loin de nous de lâches douleurs ! Nous devons triompher quand vous prenez les armes : C'est aux rois à verser des pleurs. Nous vous avons donné la vie, Guerriers, elle n'est plus à vous ; Tous vos jours sont à la patrie : Elle est votre mère avant nous.                                                                                            | Fürchtet nicht die Tränen unserer Mutteraugen Feige Schmerzen liegt uns fern. Wir haben zu triumphieren, wenn ihr zur Waffe greift: Es ist an den Königen, Tränen zu vergießen. Wir haben euch das Leben gegeben, Doch Krieger, es gehört nicht länger euch: Eure Erdentage gehören der Heimat: Sie ist eure Mutter mehr als wir.                                                                                                   |
| Refrain - Chœur de méres de famille | Refrain - Chor der Mütter |
| Deux vieillards | Zwei alte Männer |
| Que le fer paternel arme la main des braves ; Songez à nous au champ de Mars ; Consacrez dans le sang des rois et des esclaves Le fer béni par vos vieillards ; Et, rapportant sous la chaumière Des blessures et des vertus, Venez fermer notre paupière Quand les tyrans ne seront plus. | Möge das Eisen der Väter die Hand der Tapferen bewaffnen, Gedenkt unserer auf dem Feld der Ehre. Heiligt mit dem Blut der Könige und Sklaven die von euren Alten gesegneten Waffen. Und bringt zurück in eure Katen Eure Wunden und Heldentaten Und schließt uns unsere Augen, Wenn es keine Tyrannen mehr gibt. |
| Refrain - Chœur des vieillards | Refrain - Chor der Alten |
| Un enfant | Ein Kind |
| De Barra, de Viala le sort nous fait envie ; Ils sont morts, mais ils ont vaincu. Le lâche accablé d'ans n'a point connu la vie : Qui meurt pour le peuple a vécu. Vous êtes vaillants, nous le sommes : Guidez-nous contre les tyrans ; Les républicains sont des hommes, Les esclaves sont des enfants.                                                                                                   | Das Schicksal Barras und Vialas macht uns neidisch, Sie sind gestorben und haben doch obsiegt. Der von seinen Jahren geplagte Feigling hat das Leben überhaupt nicht kennengelernt, Aber wer für das Volk stirbt, der hat wirklich gelebt. Ihr seid tapfer, doch wir sind es auch: Führt uns gegen die Tyrannen Die Republikaner sind Männer Doch die Sklaven sind Kinder.                                                          |
| Refrain - Chœur des enfants | Refrain - Chor der Kinder |
| Une épouse | Eine Ehefrau |
| Partez, vaillants époux ; les combats sont vos fêtes ; Partez, modèles des guerriers ; Nous cueillerons des fleurs pour en ceindre vos têtes : Nos mains tresserons vos lauriers. Et, si le temple de mémoire S'ouvrait à vos mânes vainqueurs, Nos voix chanterons votre gloire, Nos flancs porteront vos vengeurs.                                                                                        | Scheidet, tapfere Ehemänner; der Kampf ist euch ein Fest Scheidet, ihr vorbildlichen Krieger; Wir sammeln Blumen, euch das Haupt zu schmücken: Unsere Hände flechten euch den Lorbeer, Und wenn sich der Tempel des Gedächtnisses öffnet Euch siegreichen Manen, Werden unsere Stimmen euren Ruhm singen und unsere Bäuche eure Rächer tragen.                                                                                      |
| Refrain - Chœur des épouses | Refrain - Chor der Frauen |
| Une jeune fille | Ein junges Mädchen |
| Et nous, sœurs des héros, nous qui de l'hyménée Ignorons les aimables nœuds ; Si, pour s'unir un jour à notre destinée, Les citoyens forment des vœux, Qu'ils reviennent dans nos murailles Beaux de gloire et de liberté, Et que leur sang, dans les batailles, Ait coulé pour l'égalité. | Und wir, die Schwestern der Helden, welche die lieblichen Knoten des Hymenaios verschmähen, wenn, um eines Tages unser Schicksal zu teilen, die Bürger den Wunsch äußern, lasst sie in unsere Mauern zurückkehren die Schultern mit Ruhm und Freiheit bedeckt, und dass ihr Blut in den Schlachten für die Sache der Gleichheit geflossen sein möge.                                                                                |
| Refrain - Chœur de jeune filles | Refrain - Chor der Mädchen |
| Trois guerriers | Drei Krieger |
| Sur le fer devant Dieu, nous jurons à nos pères, À nos épouses, à nos sœurs, À nos représentants, à nos fils, à nos mères, D'anéantir les oppresseurs : En tous lieux, dans la nuit profonde, Plongeant l'infâme royauté, Les Français donneront au monde Et la paix et la liberté. | Aufs Eisen, vor Gott, lasst uns unseren Vätern schwören, Unseren Frauen, unseren Schwestern unseren Abgeordneten, unseren Söhnen, unseren Müttern, unsere Unterdrücker zu vernichten Überall das infame Königtum in tiefste Nacht hinunterzustoßen auf dass die Franzosen der Welt schenken Frieden und Freiheit. |
| Refrain - Chœur des guerriers | Refrain - Chor der Krieger |